# Györgyey Klára
Györgyey Klára (eredeti neve: Takács Klára) (Budapest, 1936. május 23. – Orange, Connecticut állam, 2010. január 11.) amerikai magyar író, műfordító, kritikus, rendező, producer. Györgyey Ferenc Aladár orvostörténész, író felesége volt.

## Élete
A Külkereskedelmi Főiskola angol szakos végzett hallgatójaként 1956-ban rokonaihoz Milwaukee-ba látogatott, s a forradalom leverése után nem tért vissza, hanem az USA-ban telepedett le. 1957–1959 között a Yale Egyetem angol, színműirodalom és történelem szakán szerezte meg diplomáját. New Haven-ben találkozott későbbi férjével Györgyey Ferenccel, két leányuk született: Katalin és Mária.
1962-től a Yale Egyetem tanársegéde, majd tanszékvezetője volt. 1990-től az Orvostudományi Humán Program igazgatóságát vállalta el. A Critique Magazine, a World Literature Today, az  Új Látóhatár, az Irodalmi Újság, a Szivárvány, a Nyugati Magyarság, a Nemzetőr és az International PEN Magazine munkatársaként, illetve bedolgozójaként közölt kritikákat, esszéket, kulturális és művészeti tudósításokat. 1970–1977 között színházi producerként és rendezőként dolgozott. 1972-től az Irodalmi Nobel-díj jelölő bizottságának tagja volt. 1976-tól a Menekült Írók PEN-Központ amerikai csoportjának elnöki tisztét töltötte be. 1985-ben a Connecticuti Művészeti Akadémia tagjává választotta.
Műveinek 1999-ig terjedő bibliográfiáját Kórász Mária készítette el.
„Huszonkilenc magyar szerző, köztük Eörsi István, Karinthy Ferenc, Örkény István, Spiró György, Szakonyi Károly színműveit, írásait jelentette meg angol fordításban.”

## Művei
- Ferenc Molnár. Twayne Publishers, Boston 1980.
- Molnár Ferenc. Ford. Szabó T. Anna. Magvető, Budapest, 2001. (Előbbi mű magyar nyelvű kiadása.)
- Arrogáns alázattal. Cikkek. Püski Kiadó, New York, 1987.
- A mirror to the cage. Three Contemporary Hungarian Plays. Szerkesztette és fordította: Clara Györgyey. University of Arkansas Press, 1993. 245 oldal.[4]
- Szerelmetes szurkapiszka. Kritikák, esszék, tanulmányok, 1985–1995. Széphalom Könyvműhely, Budapest, 1997.

### Fordításaiból
- Örkény István: Catsplay. Tragi-comedy. [Macskajáték], fordította: Clara Györgyey, New York, French, 1976.
- Örkény István: The flower show. The Toth family. [Rózsakiállítás, Tóték. Kisregények], fordította: Michael Henry Heim and Clara Györgyey, New York, New Directions Publ., A New Directions book, 1982.

## Díjai, kitüntetései
- NEA (National Endowment for the Arts) Ford-nagydíja (1986)
- Fulbright-ösztöndíj (1989)
- A Magyar PEN Club Ady-érme (1992)
- A Magyar Köztársasági Érdemrend kiskeresztje (1993) a magyar irodalom angol nyelvterületen való népszerűsítéséért.